# The Rankin Family
The Rankin Family oder auch The Rankins war eine kanadische Gruppe aus Mabou auf der Kap-Breton-Insel, Neuschottland. Der Musikstil bewegte sich zwischen Irish Folk, amerikanischen Folk, Bluegrass und Country.

## Werdegang
The Rankin Family entstand aus einer 12-köpfigen musikalischen Familie, welche ihre Nachbarn bei Volksfesten und in Kirchen mit ihrer Musik unterhielt.
1989 entschieden sich fünf der Geschwister professionell Musik zu machen. Sie begannen mit der Aufnahme der zwei Alben The Rankin Family (1989) und Fare Thee Well Love (1990), welche eigene Lieder sowie eine Mischung aus traditionellen Jigs, Reels and Irish Folk enthielten. Von diesen Alben verkauften sie 35.000 bzw. 40.000 Stück.
Ihr erster Fernsehauftritt war in CBC-Show On The Road Again 1989.
Das erfolgreichste Album war die Wiederauflage von Fare Thee Well Love 1992 bei EMI. Damit erreichten sie fünfmal Platin und verkauften über 500.000 Kopien. 1993 wurde das Album North Country veröffentlicht, welches eine Mischung aus Pop und Irish Folk enthielt. Das Album Endless Season wurde 1995 in Nashville produziert, dabei wurde ein stärkerer Wert auf die Einbeziehung von Gitarre und Keyboard gelegt. Mit dem Album Uprooted, produziert von George Massenburg, gelang erneut die Mischung von Irish Folk und Popmusik.
Am 17. September 1999 gab die Gruppe bekannt, nicht mehr länger zusammen auftreten zu wollen. Als Gründe wurden die unterschiedlichen Zukunftspläne der Mitglieder genannt. John Morris Rankin starb am 16. Januar 2000 bei einem Autounfall in der Nähe von Margaree Harbour auf der Kap-Breton-Insel. Jimmy Rankin ist jetzt ein erfolgreicher Solokünstler. Die Schwestern Cookie, Raylene und Heather traten als „The Rankin Sisters“ auf. 2007 erfolgte eine Wiedervereinigung. Raylene Rankin starb am 30. September 2012 an Brustkrebs. Heather Rankin veröffentlichte im April 2016 ihr erstes Soloalbum. Gelegentlich treten die verbliebenen ehemaligen Bandmitglieder Jimmy, Cookie und Heather Rankin gemeinsam auf.

## Diskografie

### Alben
- 1989/1992: The Rankin Family (CA: Platin)[1]
- 1990/1992: Fare Thee Well Love (CA: ×5Fünffachplatin )
- 1993: North Country (CA: ×4Vierfachplatin )
- 1995: Endless Seasons (CA: ×2Doppelplatin )
- 1995: Grey Dusk of Eve (EP, CA: Gold)
- 1996: Collection (CA: ×2Doppelplatin )
- 1997: Do You Hear...Christmas
- 1998: Uprooted
- 2002: Souvenir: 1989–1998 (CA: Gold)
- 2007: Reunion
- 2009: These Are the Moments

### Videoalben
- 2008: Back Stage Pass (CA: Gold)

## Auszeichnungen
- 15 Mal East Coast Music Awards
- 6 Mal Juno Awards (u. a. 1994 Canadian Entertainer of the Year, Group of the Year, Country Group of the Year und Single of the Year)
- 4 Mal SOCAN Awards
- 3 Mal Canadian Country Music Awards
- 2 Mal Big Country Music Awards